# Câlnic (Alba)
Câlnic oder alte Schreibweise Cîlnic [ˈkɨlnik] (deutsch Kelling, siebenbürgisch-sächsisch Kalengk, ungarisch Kelnek) ist eine rumänische Gemeinde im Kreis Alba in der Region Siebenbürgen.

## Geographische Lage

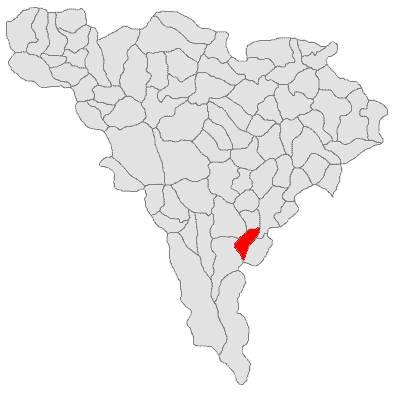
Lage der Gemeinde Câlnic im Kreis Alba

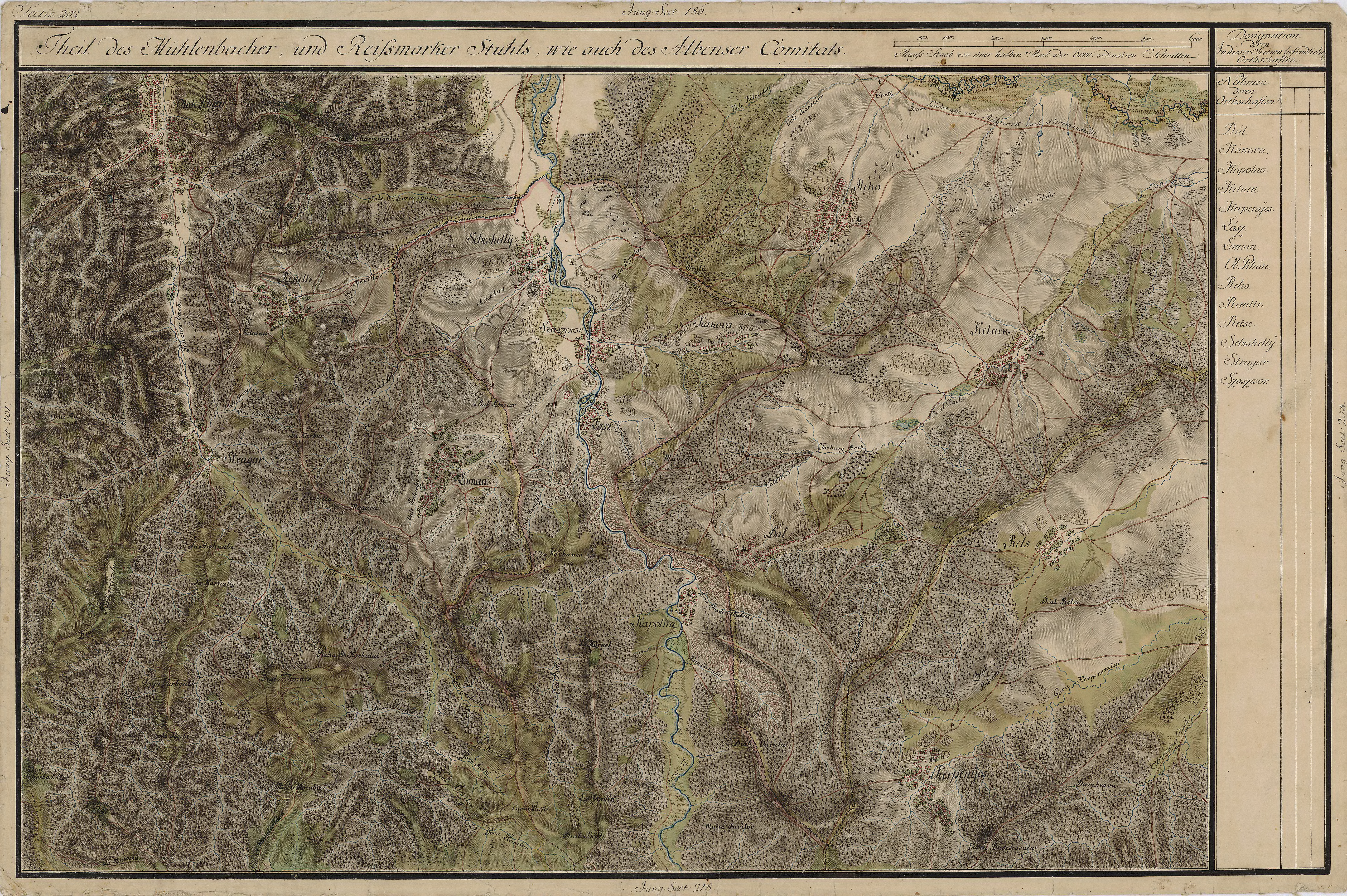
Kelling in der Josephinischen Landaufnahme von 1767–1773

Das Dorf Câlnic liegt im Siebenbürgischen Unterwald, 3 Kilometer von der Europastraße E68 (zwischen Sebeș und Hermannstadt) und vom Fluss Secaș (Zekesch) entfernt. Sebeș – die nächste größere Stadt – liegt etwa 15 Kilometer und die Kreishauptstadt Alba Iulia 32 Kilometer nordwestlich von Câlnic entfernt.

## Geschichte
Ursprünglich war der Ort ausschließlich von Siebenbürger Sachsen bewohnt. Er wurde erstmals 1269 erwähnt im Zusammenhang mit der Namensnennung des Grafen Cheel (Chyl) comes des villa Kelnuk (de Kelling), welcher den rechteckigen (ca. 9 × 13 m), mit ca. 1 Meter dicken Mauern und 27 Meter hohen Turm, für seine Unterkunft erbauen ließ. Dieser vom Volksmund so genannte Siegfried wurde um 1430 von Johann Gereb de Vingard an die Dorfgemeinschaft der Siebenbürger Sachsen verkauft, damit diese eine Möglichkeit hatten, sich gegen die Mongolen und Türkenüberfälle zu wehren. Im 15. Jahrhundert wurde dieser Turm durch zwei Ringmauern mit Wehrgängen und Schießscharten zur Burg ausgebaut.
Der Ortsname Kelnuk (Kelling) könnte slawischen Ursprungs sein. Die slawische Silbe „kal“, was auf Deutsch Moor, Lache oder Schlamm bedeutet, könnte zur sprachlichen Bildung des Ortsnamens beigetragen haben.
Es wird vermutet, dass Kelling, gelegen im Tal des gleichnamigen Baches, an einem moorig-sumpfigen Stau entstanden sein könnte und möglicherweise slawisch vorbesiedelt war. Diese sprachliche Ableitung ist jedoch lediglich eine Hypothese und kein Beweis. Aber der kleine, im Sommer oft ausgetrocknete Kellinger Bach könnte in unreguliertem Zustande zu einer Moor- und Sumpfbildung beigetragen haben. Dies wird unterstützt durch die Tatsache, dass der Ortsteil an seinem westlichen Einflussgebiet immer noch umgangssprachlich „Af dem Wauer – Auf dem Weiher“ genannt wird, was auf einen Wasserstau hinweist. Es gibt auch in der Walachei und den slawischen Siedlungsgebieten des Balkans zahlreiche Ortsbezeichnungen, die die gleiche Stammsilbe „kal“ enthalten.
Am 30.–31. Mai 2009 feierte die Ortschaft 740 Jahre Kelling.

## Bevölkerung
1850 lebten auf dem Gebiet der heutigen Ortschaft 1121 Einwohner. 442 waren Rumänen, 481 Deutsche und 198 Roma. 1930 war die Anzahl der Deutschen und Rumänen auf etwa das Doppelte gestiegen. Gleichzeitig wurden auch vier Ungarn und 82 Roma registriert. 1992 wurden von der Deutschen Bevölkerung noch 48 Personen, 901 Rumänen, 4 Ungarn und 255 Roma registriert. Bei der Volkszählung 2002 lebten in Câlnic 1328 Personen, darunter 1313 Rumänen, sieben Deutsche, fünf Ungarn und 409 Roma.
Im eingemeindeten Dorf Deal wohnten seit den Volkszählungen 1850 nahezu ausschließlich Rumänen (855 im Jahr 1850, 1086 im Jahr 1900). 2002 war die Bevölkerungszahl auf 425 zurückgegangen.

## Siebenbürger-sächsische Familien des Ortes
Pfarrer Martinus Pancratius hat durch sein Familienregister von 1638 erstmals die Namen und Anzahl der Einwohner von Kellings überliefert. Diese Aufzeichnungen bieten wertvolle Informationen über den Entwicklungsstand der Siedlung. Zudem geben sie Hinweise auf die Entstehung der ersten Nachnamen (Übernamen) der Siebenbürger-Familien. Pancratius wird daher als einer der „tatkräftigen“, evangelischen Kellinger Pfarrherren angesehen. Sein Sohn Michael, der zum sächsischen Bischof aufstieg, hat es nicht versäumt, das wertvolle Werk seines Vaters nachträglich ins Kellinger Kirchenbuch einzutragen.
Um die weitere Entwicklung der Kellinger Familiennamen zu erfassen und bis in die Gegenwart zu verfolgen, wurden neben den verbliebenen 8 Familiennamen weitere 26 neu hinzugekommene Namen berücksichtigt, die nach dem Stand von 1945 am häufigsten vertreten waren. Insgesamt wurden 35 Familiennamen identifiziert und entsprechend ihrer Herkunft oder Ableitung in 5 Gruppen unterteilt:

### Von der Herkunft abgeleitet
- Batzoni, aus Nagy-Baczon (Bățanii Mari) zugewandert
- Bulkescher, aus Bulkesch zugewandert
- Nemeth, ungarisch Deutscher
- Rätscher, aus Rätsch zugewandert
- Waldhütter, aus Waldhütten zugewandert
- Wuorner, früher Wardner, aus Wardein a. Mieresch zugewandert

### Vom Vornamen abgeleitet
- Bluoß, von Blasius, kirchlich lat.
- Dengel, von Daniel, kirchl. lat.
- Greger, von Gregor, kirchl. lat.
- Henning, aus dem Germanischen
- Klusch, von Klaus/Nikolaus, kirchl. lat.
- Penkert, nicht bestätigt aber vermutlich von Pankratius, kirchl. lat.
- Philippi, von Philippus, kirchl. lat.
- Salmen, von Salomon, kirchl. kath.
- Thieß, von Mathias, kirchl. kath.
- Wegmeth, nicht bestätigt aber vermutlich von wagemutig, germanisch
- Wolf, von Wolfgang, german. (Kurzform)

### Vom Beruf abgeleitet
- Acker, von Acker-er = Pflüger (nicht bestätigt aber vermutlich aus Osttirol zugewandert)
- Beckert, von Brot-Bäcker
- Fleischer, von Fleischhauer/Metzger
- Krampulz von Krummholz (Krammhulz) Wagner/Stellmacher
- Kremer, von Krämer (Händler)
- Möllner, von Müller
- Schuster, von Schuhmacher
- Schmidt, von Schmied

### Von Familien Eigenschaftsnamen abgeleitet
- Gross/Groß, von großer Gestalt
- Krauß, vom kräuseligen Haar
- Roth, vom roten Haar
- Schwarz, vom schwarzen Haar

### Von Haus- und Wildtieren als Ersatznamen abgeleitet
- Fuss, von Fuchs
- Kolf, von Kalb (sächs. Kaulw)
- Löw, von Löwe (früher Leo, lat.)
- Wolff, von Wolf

### Von unbekannter Herkunft
- Nietsch, nicht bekannt
- Philippi, nicht bekannt aber vermutlich von Philippos, griechisch oder von der Arbeit als Pferdewirte vergangener Familien Mitglieder?
- Schrädt (Schreidt), nicht bestätigt aber vermutlich von Faß- oder Textil-Schröter?

Die letzten Nachnamen (Zunamen) ungeklärter Herkunft stellen in Kelling nur eine kleine Ausnahme dar. Diese Ausnahme liegt darin begründet, dass im Laufe der Jahrhunderte eine Veränderung durch Lautverschiebung oder Verstümmelung stattgefunden hat, wodurch die ursprüngliche Bedeutung nicht mehr erkennbar ist.
In der Namengeschichte von Kelling bestätigt sich insgesamt ein reger Wechsel aufgrund zahlreicher Zuwanderungen nach dem Verschwinden vieler Familien. Es entwickelten sich auch oft Orts charakteristische Spitznamen, die typisch für die Eigenarten oder Eigenschaften einzelner Kellinger waren und bis in die Gegenwart fortbestehen, wie zum Beispiel Båtter-Hans oder Doctor Misch. Diese Spitznamen wurden häufig an eines der Kinder weiter „vererbt“ und dienten zur besseren Unterscheidung der Familienzugehörigkeit. Sie waren oft auch über die Grenzen des Dorfes hinaus bekannt.

## Zeitgeschichte
Die Agrarreform von 1923 hatte besonders Auswirkungen auf das Gemeineigentum, wie Wälder, Weiden und Kirchenbesitz. In der Reform von 1945 wurden die deutschen Landwirte enteignet. Im Jahr 1945 wurden auch arbeitsfähige Deutsche aus Kelling zur „Wiederaufbauarbeit“ in die Sowjetunion deportiert. Nach der Vergenossenschaftung von Grund, Vieh und Geräten im Jahr 1952 (Gründung einer Kollektivwirtschaft) nahm die landwirtschaftliche Produktion ab. Gleichzeitig übernahm der staatliche Landwirtschaftsbetrieb, der im Jahr 1947 gegründet wurde, den Wein- und Obstbau und baute sie weiter aus.

## Religions- und Kirchengeschichte
Im Jahr 1550 konvertierten die bisher römisch-katholischen Deutschen von Kelling geschlossen zum Luthertum. Mit der Ansiedlung von Rumänen entstand zudem eine griechisch-orthodoxe Gemeinde, die im Jahr 1750 bereits 345 Mitglieder zählte. Im Jahr 1828 baute die Gemeinde ihre eigene Kirche. Zwischen 1957 und 1971 wurde in Kelling eine neue griechisch-orthodoxe Kirche errichtet.

## Kellinger Burg

### Entstehungsgeschichte
Im 14.–15. Jahrhundert wurde die Burg um eine Ringmauer, einen Torturm und einen Bergfried erweitert und um ein Gesindehaus im Burghof ergänzt, um als befestigter Gräfenhof zu dienen. Bei archäologischen Grabungen wurden Münzen aus der Zeit zwischen 1235 und 1272 gefunden, was der Regierungszeit der ungarischen Könige Bela IV. und Stephan V. entspricht. In der zweiten Hälfte des 15. Jahrhunderts führte die Bauerngemeinde, die die Burg von den Gräfen übernommen hatte, verschiedene Bauarbeiten durch. Im Burghof wurde eine kleine Saalkirche mit einer halbkreisförmigen Chor-Apsis errichtet. Das Westportal der Kirche ist mit einer spätgotischen Steineinfassung verziert. In der Mitte des 16. Jahrhunderts wurde der Wassergraben zugeschüttet und ein zweiter, niedrigerer Bering errichtet. Im Jahr 1733 erhielt die Kirche Emporen mit bemalten Brüstungen. Zwischen 1961 und 1964 wurde die Bauernburg von der staatlichen Denkmalpflege (rum. Direcţia Monumentelor Istorice) restauriert.

### Besonderheiten der Architektur
Für den Fall einer Belagerung wurden entlang der Innenseite der Mauer der Kellinger Burg Wohn- und Vorratskammern errichtet. Die Gemeinde leistete bei der und durch die Umsetzung dieser Idee hervorragende Arbeit. Dies zeigte sich insbesondere im Jahr 1658, als türkische Truppen in die Region einfielen und das Dorf Kelling verwüsteten. Trotzdem blieb die Burg standhaft und konnte nicht eingenommen werden.

### Saalkirche
Über der halbrunden Apsis der im 15. Jahrhundert errichteten Saalkirche ist ein Satz aus dem Matthäus-Evangelium in großen Lettern zu sehen: Siehe, ich bin bei euch alle Tage bis an der Welt Ende.

### Burganlage
Im östlichen Teil der Burganlage befindet sich die ursprünglich mittelalterliche Dorfkirche, die keine Wehranlagen aufweist. Die Kirche wurde zwischen 1868 und 1869 im neugotischen Stil umgebaut und mit einer Carl-Hesse-Orgel ausgestattet.
Die Dorfanlage, die evangelische Kirche und das Pfarrhaus stehen unter dem Schutz des rumänischen Denkmalschutzes. Das Pfarrhaus stammt aus dem 15. Jahrhundert und wurde im 19. Jahrhundert umgebaut.

### Bergfried
Im Burghof wurde ein massiver Bergfried, im Grundriss misst er 12 × 9 m, gebaut. Die vier Geschosse des Turmes erreichen eine Höhe von 14 m. Der Wohnturm trägt den Namen „Siegfried“. Das Erdgeschoß ist mit einem Tonnengewölbe überführt und wurde als Vorratsraum genützt. Der Zugang erfolgte aus dem ersten Geschoß über einen Treppenstollen. Das erste Stockwerk bildet ein heizbarer Wohnraum 9,4 × 4 m, der ebenfalls mit einem Tonnengewölbe überdeckt war, dessen Gewölbeansätze noch heute erkennbar sind. Der Zugang zu diesem Raum erfolgte über eine Leiter, die heraufgezogen werden konnte. Über dem offenen Herd sind Reste einer rundgewölbten Esse zu erkennen. In diesem Raum ist ein Zwillingsfenster mit gotischer Steineinfassung erhalten: Kleeblattbogenabschluss mit Dreipassdurchbruch. Das dritte Geschoß hat eine geringere Höhe und schließt mit einer Balkendecke ab. Darüber befindet sich ein wehrhaftes Wohngemach.

## Sehenswürdigkeiten
- Eine Besonderheit des Ortes ist die im 13. Jahrhundert gebaute Gräfenburg, die seit 1993 zum Weltkulturerbe gehört.[11] Der sogenannte Siegfried ist mit den längeren Seiten in Richtung Nordwest und Südost aufgebaut. Der ursprüngliche Aufstieg zu den oberen Etagen des Turms, war möglich über eine in dessen Inneren an der Mauer angebrachten Treppe. Heute ist der Turm über eine im 20. Jahrhundert von außen angebrachte Treppe bis zur ersten Etage zugänglich. Der Kellerraum des Turms wird über einen Luftschacht auf der Südseite durchlüftet.
 Ab dem 15. Jahrhundert wurden an der Wehrburg von Kelling nach und nach verschiedene Umbauten vorgenommen. Die teils doppelte Ringmauer hat einen ovalen Umriss mit einem maximalen Durchmesser von etwa 50 Meter in nordöstlich-südwestlicher Richtung. Die 7 Meter hohen Wehrmauern wurden später nochmals um 3,5 Meter erhöht. Der Wehrturm auf der Südostseite hat eine Höhe von 15 Metern und wurde auch der „Speckturm“ genannt. In dem 24 Meter hohen Eingangsturm sind vier Glocken untergebracht. Seitlich dieses Turms befinden sich die etwas breiteren Wehrgänge, wo sich auf der Nordseite die noch am besten erhaltenen Räume befinden.
 In der zweiten Hälfte des 15. Jahrhunderts wurde die ca. 70 Meter durchmessende ovale und 3 Meter hohe Burgmauer auf dem zugeschütteten Burggraben errichtet.
 Auf dem Gelände der Wehrburg befindet sich auch eine Burgkapelle in Form einer Saalkirche im spätgotischen Baustil, ausgestattet mit einer Carl-Hesse-Orgel von 1867.[6] An der Empore der Kapelle ist das Jahr 1733 aufgezeichnet.[4]
- Die Evangelisch-Lutherische Kirche, erbaut im 15. Jahrhundert und umgeben vom Friedhof, wurde im 19. Jahrhundert in neugotischem Stil umgebaut, steht unter Denkmalschutz.[11]
- Das ehemalige evangelische Pfarrhaus wurde im 16. Jahrhundert erbaut und 1779 erweitert, steht unter Denkmalschutz.[11]